# De Raysova expedice

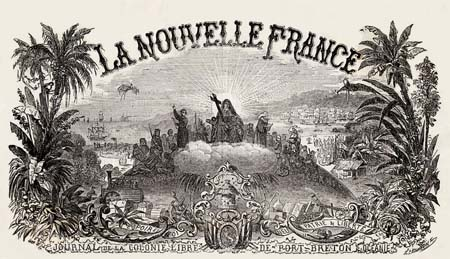
Hlavička De Raysova časopisu propagujícího osidlování „Nové Francie“

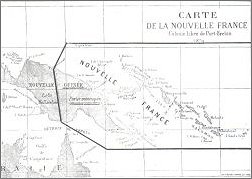
Mapa

De Raysova expedice byla výprava pěti set čtyřiceti osob, které se roku 1880 pokusily založit kolonii na pacifickém ostrově Nové Irsko. Inciátorem byl francouzský dobrodruh markýz De Rays (celým jménem Charles Bonaventure Marie du Breil Rays, 1832–1893), který zbohatl na prodeji pozemků v neexistujícím státě Nouvelle-France, lokalizovaném na Bismarckovo souostroví a Šalomounovy ostrovy, které byly v té době terra nullius. Označil se za krále Karla I., jeho údajné hlavní město Port Breton mělo ležet v zálivu na severu Nového Irska. Ačkoli Melanésii nikdy nenavštívil, barvitě líčil v reklamních textech úrodnou půdu a příznivé klima země, jejíž bohatství čeká na evropské osadníky. Přes varování francouzských úřadů se podařilo vypravit čtyři lodě: Chandernagore, Gentil, India a Nouvelle Bretagne, většinu cestujících tvořili bezzemci z Itálie. Na místě Port Bretonu našli pouze neobyvatelnou džungli zamořenou malárií, kde 123 osadníků zemřelo. Lodi India se pak podařilo doplout do Austrálie, kde přeživší účastníci výpravy založili osadu New Italy.
De Rays byl v roce 1884 odsouzen za podvod k šesti letům vězení (původně byl označen za vraha, přímé zavinění tragédie mu však nebylo prokázáno). Proces výrazně poškodil legitimistickou stranu, k níž se markýz hlásil. Alphonse Daudet se aférou nechal inspirovat ke knize Port-Tarascon.